# Bakhtemir
Bakhtemir (en rus: Бахтемир) és un poble de l'óblast d'Astracan, a Rússia, segons el cens del 2013 tenia 2.615 habitants.